# Präsidentschaftswahl in der Mongolei 2009

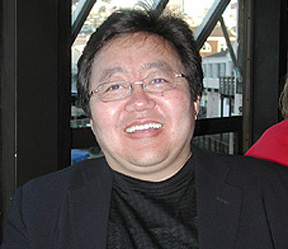
Oppositionskandidat und Wahlsieger Tsachiagiin Elbegdordsch

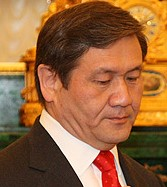
Amtsinhaber und Wahlverlierer Nambaryn Enchbajar

Die Präsidentschaftswahl in der Mongolei 2009 fanden am 24. Mai des Jahres statt.

## Kandidaten
Bei der Wahl waren nur Kandidaten zugelassen, die von einer der im Großen Staats-Chural vertretenen Parteien aufgestellt wurden. Dies waren die regierende Mongolische Revolutionäre Volkspartei (MRVP), die Demokratische Partei, die Partei des Bürgerwillens und die Mongolische Grüne Partei. Nur zwei Kandidaten traten zur Wahl an: der Amtsinhaber Nambaryn Enchbajar von der regierenden MRVP sowie der ehemalige Premierminister Tsachiagiin Elbegdordsch von der oppositionellen Demokratischen Partei, der auch von den beiden weiteren im Parlament vertretenen Oppositionsparteien unterstützt wurde.

## Stimmung vor der Wahl
Die Stimmung in der Mongolei war im Vorfeld der Wahl von den Auswirkungen der internationalen Wirtschaftskrise geprägt. Die Rohstoffeinnahmen, welche große Bedeutung für die Wirtschaft der Mongolei haben, waren in den vergangenen Monaten aufgrund rasant sinkender Weltmarktpreise stark zurückgegangen. Das Land stand jedoch vor dem Abschluss eines wichtigen Abkommens mit ausländischen Investoren (u. a. Rio Tinto Group) zur Erschließung der Kupfer-, Gold- und Kohleminen Ojuu Tolgoi und Owoot Tolgoi in der Wüste Gobi. Das Parlament hatte die Beratungen über das Abkommen wegen des Wahlkampfes verschoben.
Aus Angst vor Unruhen, wie sie bei der Parlamentswahl im vergangenen Jahr stattgefunden hatten, traf die Regierung umfassende Sicherheitsvorkehrungen. So wurde für den Wahltag der Ausschank alkoholischer Getränke verboten. Alle öffentlichen Veranstaltungen in der Hauptstadt Ulan Bator wurden abgesagt. Die Medien wurden dazu aufgerufen, nicht über unbestätigte Fälschungsvorwürfe zu berichten. Die Durchführung von Wahltagsbefragungen wurde untersagt.
Es wurde ein knapper Wahlausgang erwartet. Amtsinhaber Nambaryn Enchbajar genoss vor allem die Unterstützung der von Viehzucht lebenden Landbevölkerung. Diese erhoffte sich finanzielle Unterstützung bzw. eine Beteiligung an den Einnahmen aus den Rohstoffexporten. Die Stadtbevölkerung unterstützte mehrheitlich den Oppositionskandidaten Tsachiagiin Elbegdordsch. Viele Städter erhofften sich eine politische Erneuerung von einer Ablösung Enchbajars. Dessen MRVP, die ehemalige Staatspartei der Mongolischen Volksrepublik dominierte auch nach der demokratischen Wende die Politik der Mongolei. Elbegdordsch hatte ein konsequentes Vorgehen gegen Korruption angekündigt. Kritiker warfen ihm Populismus und Vorbehalte gegenüber ausländischen Investoren vor und befürchteten im Falle seines Sieges negative Auswirkungen auf das in der Wüste Gobi mit Hilfe internationaler Unternehmen geplante Bergbauprojekt.

## Wahlgang
Die Wahllokale öffneten um 7:00 Uhr und schlossen um 22:00 Uhr Ortszeit. Gegen 18:00 Uhr hatten bereits knapp 50 % der Wähler ihre Stimme abgegeben. Bei einer Wahlbeteiligung unter 50 % wäre eine Wiederholung der Wahl nötig gewesen.

## Ergebnis
| Kandidat                 | Ulan Bator | ländliche Gebiete | Gesamtergebnis | Gesamtergebnis |
| ------------------------ | ---------- | ----------------- | -------------- | -------------- |
| Tsachiagiin Elbegdordsch | 55,29 %    | 48,28 %           | 562.459 St.    | 51,24 %        |
| Nambaryn Enchbajar       | 43,21 %    | 50,31 %           | 520.805 St.    | 47,44 %        |
| Wahlbeteiligung          |            |                   |                | 73,52 %        |

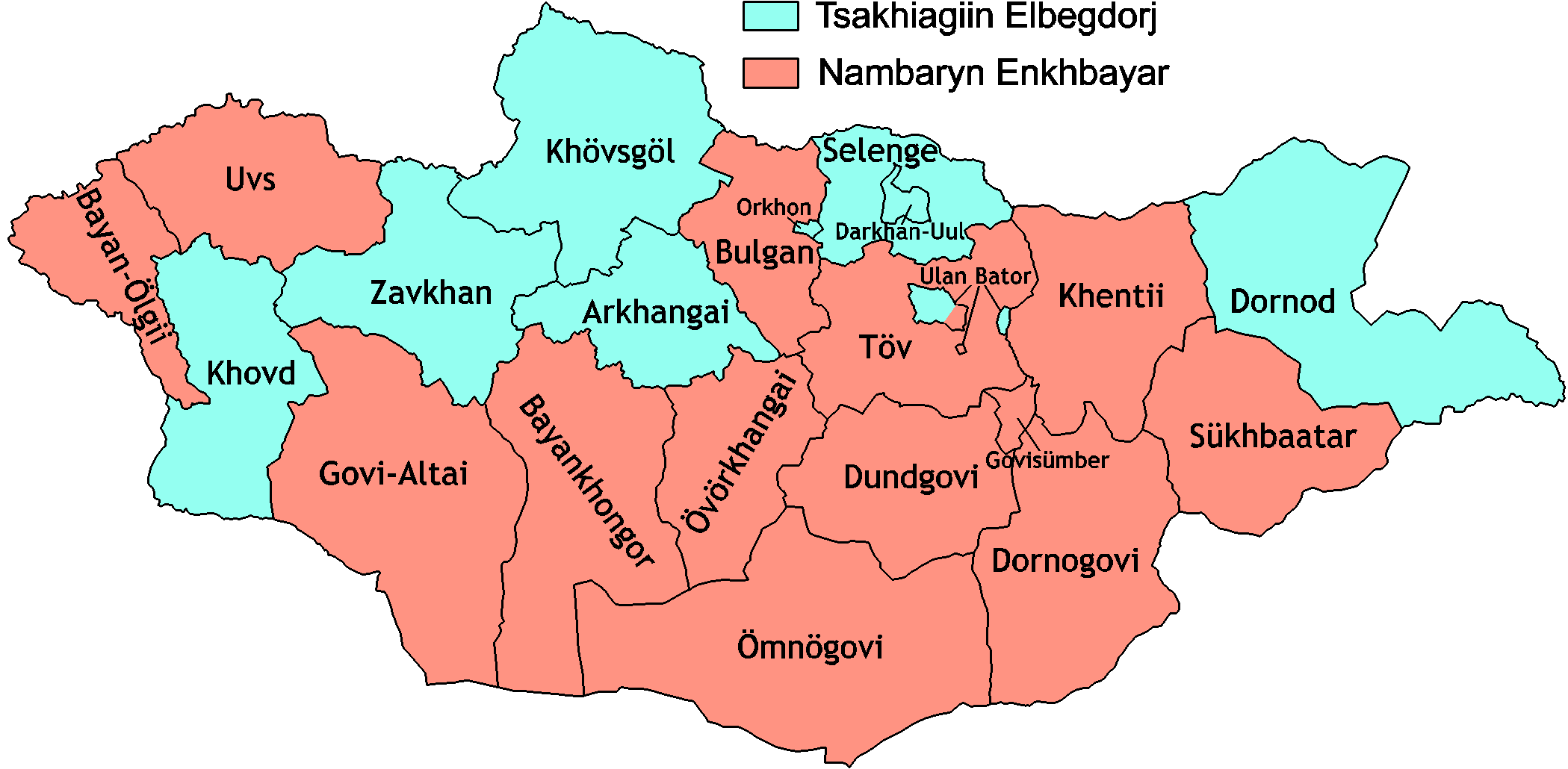
Landesweite Ergebnisse der Wahl.

Noch bevor die Wahlkommission offizielle Ergebnisse des Wahlganges verkündete, erklärte die Opposition auf Grundlage bekannt gewordener Zwischenergebnisse ihren Kandidaten zum Sieger. Die regierende MRVP und ihr Kandidat akzeptierten die Niederlage. Enchbajar siegte erwartungsgemäß in den ländlichen Gebieten, wo er knapp über 50 % der Stimmen auf sich vereinigte. In der Hauptstadt Ulan Bator jedoch blieb Enchbajar mit gut 43 % der Stimmen deutlich unter der 50-Prozent-Marke. Herausforderer Elbegdordsch holte auf dem Land zwar nur etwas mehr als 48 % der Stimmen, siegte aber dennoch durch eine deutliche Mehrheit in der Hauptstadt, in der etwa ein Drittel der mongolischen Bevölkerung lebt.